# Buffalo Township (comté de Dunklin, Missouri)
Buffalo Township est un township du comté de Dunklin dans le Missouri, aux États-Unis,.
Le township est fondé en 1845 et baptisé en référence à une rivière du même nom, située dans ses limites.

## Source de la traduction
- (en) Cet article est partiellement ou en totalité issu de l’article de Wikipédia en anglais intitulé « Buffalo Township, Dunklin County, Missouri » (voir la liste des auteurs).